# Cirriphyllum ryanii
Cirriphyllum ryanii là một loài rêu trong họ Brachytheciaceae. Loài này được Kaurin Loeske mô tả khoa học đầu tiên năm 1907.